# Maskiningenjör

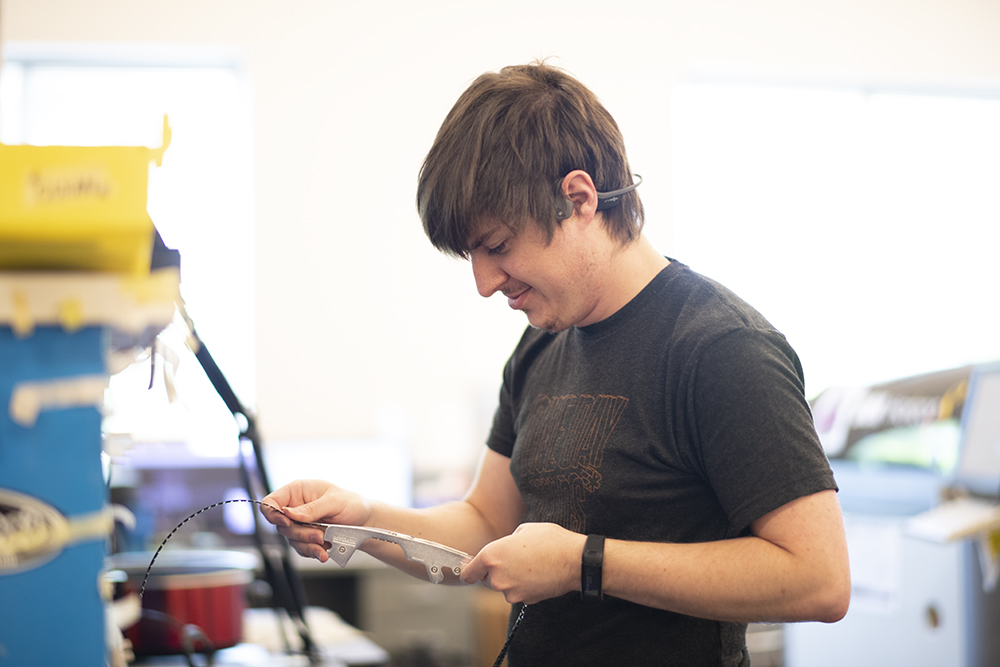

Maskiningenjör är i allmänhet en ingenjör med utbildning och verksamhet inom maskinteknik; förr vid en järnväg särskilt den tekniske tjänsteman, som inom en maskinsektion eller vid en reparationsverkstad förde befälet, ledde arbetet samt i övrigt handlade och ansvarade för maskinavdelningens angelägenheter.